# Mattia Bani
Mattia Bani (Borgo San Lorenzo, 10 dicembre 1993) è un calciatore italiano, difensore del Palermo.

## Caratteristiche tecniche
È un difensore centrale che all'occorrenza può giocare come terzino destro. Dotato di buona velocità e di una discreta tecnica, sa anche farsi valere nel gioco aereo.

## Carriera

### Club

#### Le giovanili
Calcia i suoi primi palloni nell'Audax Rufina, una società dilettantistica toscana di Rufina, per trasferirsi, nell'estate del 2004, nella Fortis Juventus di Borgo San Lorenzo, società in cui resta per 3 stagioni, per trasferirsi nell'estate del 2007, all'età di 13 anni, al Pontassieve, dove resta una sola stagione per tornare, nell'estate del 2008, alla Fortis Juventus. Nell'estate del 2009 viene notato dal Figline, all'epoca in Lega Pro, che lo tessera facendogli disputare il campionato negli allievi nazionali. L'avventura nel Figline dura solo un anno, in quanto al termine della stagione 2009/2010 la società fallisce.

#### Gli esordi e l'approdo al professionismo
Ritorna alla Fortis Juventus che lo aggrega subito alla prima squadra e, ancora sedicenne, viene fatto debuttare dal mister Roberto Galbiati nel calcio dei grandi, nella gara di Coppa Italia Serie D disputatasi il 22 agosto 2010 contro l'Arezzo, facendo una buona impressione e guadagnandosi il posto da titolare. Bastano poche partite ed entra nel giro della Nazionale Under 18 Serie D.
Il suo talento non sfugge agli osservatori rossoblù tanto che a gennaio 2011 passa nella Primavera del Genoa (nelle cui file c'erano anche Mattia Perin e Richmond Boakye) collezionando 10 presenze e nessuna rete; nel 2011-12, sempre nella Primavera del Genoa, colleziona 22 presenze e 2 reti.
A luglio 2012 passa alla Reggiana in Prima Divisione della Lega Pro, debutta con la nuova maglia il 2 settembre seguente contro il Lumezzane, mentre il primo e unico gol con la maglia granata arriva nel match pareggiato contro il Südtirol.

#### Pro Vercelli
Nell'estate del 2013 si trasferisce nella Pro Vercelli, squadra militante nella Prima Divisione della Lega Pro nelle cui file, disputando 10 partite e realizzando 1 rete, riesce a raggiungere nella stagione 2013-2014 la promozione nella Serie B. Anche nella stagione successiva resta nella squadra vercellese, contribuendo alla sua salvezza, ma è nella stagione 2015-16 che conquista il posto da titolare, ottenendo un'altra salvezza e dimostrando di avere le carte in regola per giocare nella categoria.
Il 28 luglio 2016 viene acquistato a titolo definitivo dal Chievo per 4 milioni di euro (per lo stesso importo alla Pro Vercelli si trasferisce Simone Moschin), a cui vanno aggiunti ulteriori 1.000.000 euro di premio rendimento nel caso che il giocatore disputi 30 incontri con maglia clivense, il diritto al 50% dell'importo del prossimo trasferimento, oltre al prestito del calciatore alla squadra piemontese per un'altra stagione, al termine della quale torna al Chievo.

#### Chievo Verona
Esordisce con la maglia clivense il 18 agosto 2017 nella gara di Coppa Italia vinta dal Chievo contro l'Ascoli per 2 a 1. Il 5 gennaio 2018 esordisce in serie A venendo schierato titolare nel pareggio casalingo per 1 a 1 contro l'Udinese. Da allora viene schierato con continuità, tanto che chiude la stagione con 16 presenze. Nella stagione successiva inizia il campionato con uno sfortunato autogol contro la Juventus. Disputa 30 partite complessive nel torneo, concluso con la retrocessione in serie B dei clivensi.

#### Bologna
Il 22 giugno 2019 viene acquistato a titolo definitivo dal Bologna. Il 15 settembre seguente, alla sua prima partita con i felsinei trova la prima marcatura in massima serie, nella vittoria per 4-3 sul campo del Brescia. Ritrova il gol nella vittoria per 2-1 in casa sulla Sampdoria il 27 ottobre.

#### Genoa
Il 5 ottobre 2020 viene ceduto in prestito con obbligo di riscatto, fissato a 2,5 milioni di euro al Genoa. Disputa la sua prima partita con la sua nuova casacca contro il Verona, facendo scattare così l'obbligo di riscatto. Colleziona 13 presenze totali prima di essere ceduto nella sessione invernale di calciomercato.

#### Parma e ritorno al Genoa
Il 1º febbraio 2021 viene ceduto fino al termine della stagione al Parma.
A fine stagione torna in rossoblù, in cui rimane in pianta stabile, seppur trovando poco spazio nell'anno 2021-2022, terminato con la retrocessione dei liguri.
In Serie B invece diventa titolare della retroguardia del Genoa, tanto che il 19 febbraio 2023 trova anche la sua prima rete con il grifone, siglando il gol del definitivo 2-2 nella gara contro il Modena.
Dopo avere ottenuto la promozione in massima serie, il 16 settembre 2023 realizza la sua prima rete in massima serie con i genovesi nel pareggio per 2-2 contro il Napoli.

#### Palermo
Il 27 luglio 2025, Bani fa ritorno in Serie B, accasandosi a titolo definitivo al Palermo.
Il 16 agosto successivo debutta in maglia rosanero, in occasione della gara dei trentaduesimi di Coppa Italia vinta ai rigori contro la Cremonese.

### Nazionale
Ha giocato nella nazionale Under-18 di serie D e nella B Italia.
Il 24 febbraio 2018 viene convocato dal Commissario tecnico della Nazionale Luigi Di Biagio per lo stage della “Nazionale A”.

## Statistiche

### Presenze e reti nei club
Statistiche aggiornate al 17 agosto 2025.
| Stagione            | Squadra             | Campionato          | Campionato | Campionato | Coppe nazionali | Coppe nazionali | Coppe nazionali | Coppe continentali | Coppe continentali | Coppe continentali | Altre coppe | Altre coppe | Altre coppe | Totale | Totale |
| Stagione            | Squadra             | Comp                | Pres       | Reti       | Comp            | Pres            | Reti            | Comp               | Pres               | Reti               | Comp        | Pres        | Reti        | Pres   | Reti   |
| ------------------- | ------------------- | ------------------- | ---------- | ---------- | --------------- | --------------- | --------------- | ------------------ | ------------------ | ------------------ | ----------- | ----------- | ----------- | ------ | ------ |
| 2010-gen. 2011      | Fortis Juventus     | D                   | 17         | 0          | CI-D            | 2               | 0               | -                  | -                  | -                  | -           | -           | -           | 19     | 0      |
| 2012-2013           | Reggiana            | 1D                  | 22+1       | 1          | CI+CI-LP        | 1+0             | 0               | -                  | -                  | -                  | -           | -           | -           | 24     | 1      |
| 2013-2014           | Pro Vercelli        | 1D                  | 10         | 1          | CI+CI-LP        | 1+2             | 0               | -                  | -                  | -                  | -           | -           | -           | 13     | 1      |
| 2014-2015           | Pro Vercelli        | B                   | 20         | 0          | CI              | 0               | 0               | -                  | -                  | -                  | -           | -           | -           | 20     | 0      |
| 2015-2016           | Pro Vercelli        | B                   | 27         | 1          | CI              | 0               | 0               | -                  | -                  | -                  | -           | -           | -           | 27     | 1      |
| 2016-2017           | Pro Vercelli        | B                   | 37         | 0          | CI              | 1               | 0               | -                  | -                  | -                  | -           | -           | -           | 38     | 0      |
| Totale Pro Vercelli | Totale Pro Vercelli | Totale Pro Vercelli | 94         | 2          |                 | 4               | 0               |                    | -                  | -                  |             | -           | -           | 98     | 2      |
| 2017-2018           | Chievo              | A                   | 16         | 0          | CI              | 2               | 0               | -                  | -                  | -                  | -           | -           | -           | 18     | 0      |
| 2018-2019           | Chievo              | A                   | 30         | 0          | CI              | 1               | 0               | -                  | -                  | -                  | -           | -           | -           | 31     | 0      |
| Totale Chievo       | Totale Chievo       | Totale Chievo       | 46         | 0          |                 | 3               | 0               |                    |                    |                    |             |             |             | 48     | 0      |
| 2019-2020           | Bologna             | A                   | 27         | 4          | CI              | 0               | 0               | -                  | -                  | -                  | -           | -           | -           | 27     | 4      |
| 2020-gen. 2021      | Genoa               | A                   | 11         | 0          | CI              | 2               | 0               | -                  | -                  | -                  | -           | -           | -           | 13     | 0      |
| gen.-giu. 2021      | Parma               | A                   | 15         | 0          | CI              | 0               | 0               | -                  | -                  | -                  | -           | -           | -           | 15     | 0      |
| 2021-2022           | Genoa               | A                   | 17         | 0          | CI              | 2               | 0               | -                  | -                  | -                  | -           | -           | -           | 19     | 0      |
| 2022-2023           | Genoa               | B                   | 33         | 2          | CI              | 3               | 0               | -                  | -                  | -                  | -           | -           | -           | 36     | 2      |
| 2023-2024           | Genoa               | A                   | 27         | 2          | CI              | 1               | 0               | -                  | -                  | -                  | -           | -           | -           | 28     | 2      |
| 2024-2025           | Genoa               | A                   | 20         | 0          | CI              | 2               | 0               | -                  | -                  | -                  | -           | -           | -           | 22     | 0      |
| Totale Genoa        | Totale Genoa        | Totale Genoa        | 108        | 4          |                 | 10              | 0               |                    | -                  | -                  |             | -           | -           | 118    | 4      |
| 2025-2026           | Palermo             | B                   | 0          | 0          | CI              | 1               | 0               |                    | -                  | -                  |             | -           | -           | 1      | 0      |
| Totale carriera     | Totale carriera     | Totale carriera     | 331        | 11         |                 | 21              | 0               |                    | 0                  | 0                  |             | 0           | 0           | 346    | 11     |